# Crocus Group
Crocus Group (Крокус Групп) — российский холдинг, специализирующийся на строительстве и эксплуатации торговой и выставочной недвижимости. Входит в число крупнейших арендодателей в стране. Активы компании оцениваются в $1,7 млрд. Штаб-квартира компании расположена в Москве.

## История
В 1988 году Араз Агаларов основал кооператив «Шафран», занимавшийся изготовлением и экспортом матрёшек, в 1989 занялся импортом компьютеров. В том же году он создал американо-советское совместное коммерческое предприятие «Крокус Интернэшнл» (Crocus International), преобразованное в 1992 году в ЗАО «Крокус» (Crocus Group).
Изначально компания устраивала выставки на ВВЦ и в «Экспоцентре» на Красной Пресне. К 1997 году ей принадлежало 12 экспозиций, среди которых были в том числе Comtek (компьютеры), CEM (бытовая электроника), World Food (продукты питания), Netcom (сетевые технологии), PWM (фото- и видеоаппаратура), Internetcom (интернет-технологии), MODA. Параллельно с выставочным бизнесом компания занималась торговлей одеждой и обувью через свои сети магазинов «Крокус» и «Сконти». К середине 1990-х компания Агаларова контролировала 30 % московского рынка одежды и обуви класса люкс.
В феврале 1994 года Crocus Group создала «Крокус банк», который долгое время обслуживал финансовые потоки внутри холдинга.
В кризис 1998 года выручка от обувного и выставочного бизнеса резко сократилась. Положение спас открытый компанией в феврале того же года гипермаркет стройматериалов «Твой дом». В сентябре 2001 Crocus Group открыла второй «Твой дом», вложив 20 млн долларов (из них 13 обеспечил кредит «Сбербанка»). Фактически к концу 1990-х «Твой дом» оставался единственным крупным бизнесом Crocus Group и в последующие годы генерировал большую часть выручки. В 2000 году Агаларов продал выставочной бизнес британской ITE Group, а также закрыл большую часть обувных магазинов. Из вырученных 15 миллионов долларов 13 ушли на погашение существующих кредитов, ещё 1,8 млн были вложены в строительство торгово-выставочного комплекса «Крокус-Сити» рядом с МКАД. Оборот компании в 2000 году составил около 100 млн долларов.
В сентябре 2001 года компания запустила первую очередь «Крокус Сити». В ноябре 2002 открылся торговый комплекс «Крокус Сити Молл». На его реализацию в течение нескольких лет уходила вся прибыль от других направлений компании. Всего же «Молл» стоил 60 млн долларов, большую часть которых обеспечили кредитные средства от «Сбербанка».
В марте 2004 года «Крокус Групп» рядом с «Крокус Сити Моллом» открыла международный выставочный центр «Крокус Экспо». В год открытия «Экспо» принёс 7,6 млн долларов выручки, а в 2007 — уже 106,2 млн. Кроме того, выставочный центр обеспечил дополнительный поток посетителей в торговый комплекс, который, по данным компании, окупился к 2007 году. Всего же инвестиции в выставочный комплекс к 2008 году составили около 350 млн долларов.
В 2009 году на территории «Крокус Сити» открыли станцию метро «Мякинино» и концертный зал «Crocus City Hall».
С 2009 года Crocus Group выступает как генеральный подрядчик крупных государственных инфраструктурных проектов.
В 2010 году Crocus Group открыла свой первый торгово-развлекательный комплекс VEGAS.
В ноябре 2013 года Crocus Group и Sberbank CIB подписали соглашение о новых займах на 55 млрд рублей, которые планировалось направить на расширение сети «Твой дом», строительство ТРК VEGAS Кунцево и новых объектов в «Крокус-Сити».
В 2014 году компания открыла ТРК VEGAS Крокус Сити и два комплекса «Твой дом» на Новой Риге и в Мытищах, а также реконструировала ряд действующих объектов.
22 марта 2024 года в концертном зале «Crocus City Hall» перед началом концерта группы рок-группы «Пикник» был совершён теракт с последующим пожаром, вследствие чего зал прекратил работу. В связи с сильными повреждениями судьба зала находится под вопросом.

## Собственники и руководство
Владельцем 100 % акций группы компаний и её президентом является Араз Агаларов, так же он занимается выставочным направлением и сетью «Твой дом», курирует сети ТРК VEGAS, «Crocus City Hall», «Крокус Сити Молл», Vegas City Hall, ритейл-направление Сrocus Fashion-ритейл, «Крокус Сити Океанариум».

## Портфель компании

### Коммерческая недвижимость

#### Крокус-Сити

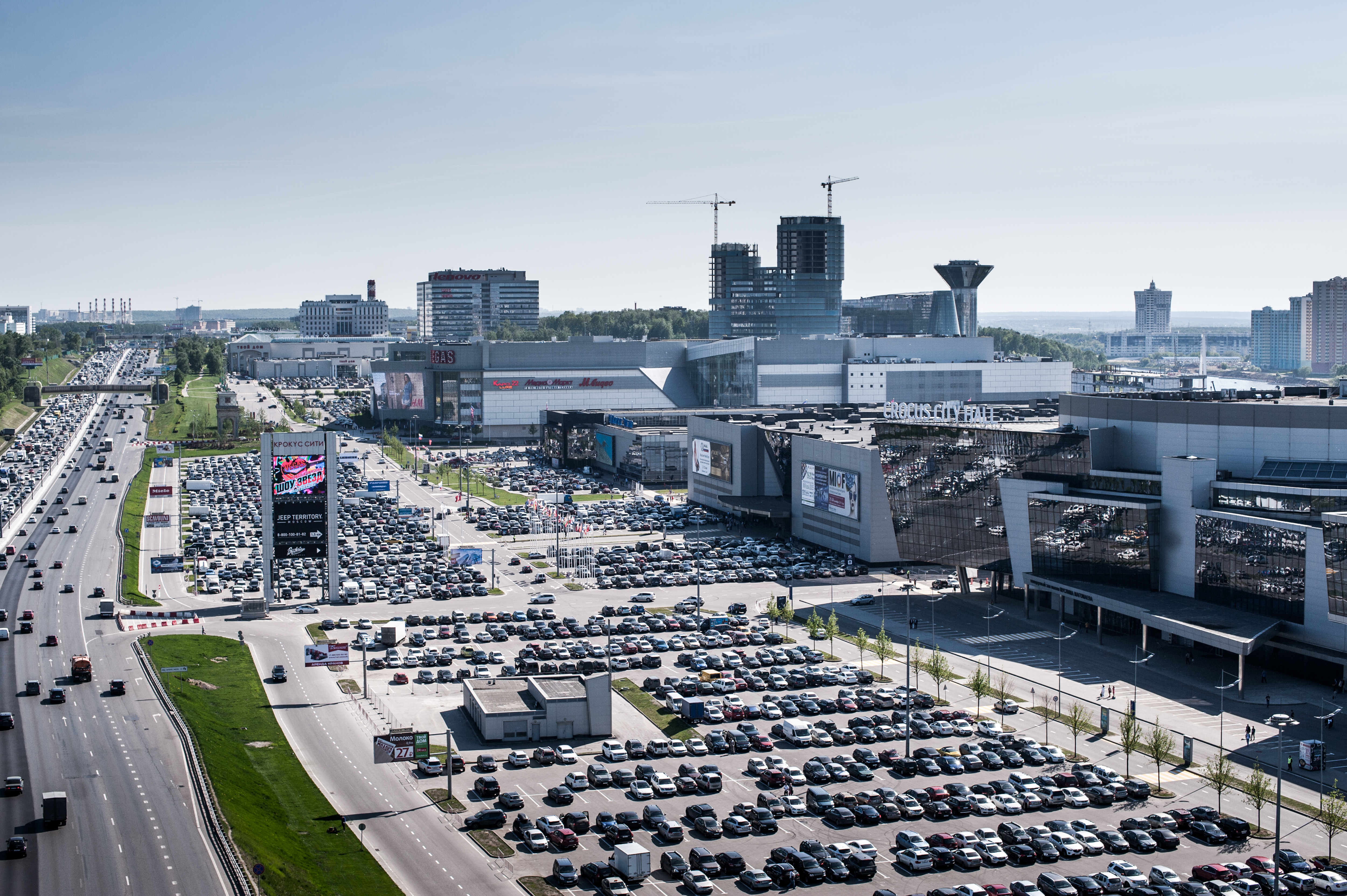
Крокус-Сити

«Крокус Сити» является крупнейшим в России торгово-выставочным и деловым центром, объединяющим выставочный комплекс «Крокус Экспо», концертный зал «Crocus City Hall», торговый центр «Крокус Сити Молл» и торгово-развлекательные и офисные объекты. Расположен в Красногорске, рядом с МКАД между Новорижским и Волоколамским шоссе на берегу Москвы-реки.
6 сентября 2001 года открылся первый торговый комплекс площадью 45 000 м², в котором разместился гипермаркет «Твой дом». В сентябре 2002 года запущена вторая очередь — торговый комплекс «Крокус Сити Молл» площадью 60 000 м².
В марте 2004 года открылся выставочный комплекс «Крокус Экспо», ставший шестой крупной выставочной площадкой в московском регионе. Число проводимых выставок увеличилось с 52 в первый год до 140 в 2007.
В 2020 году на территории «Крокус Экспо» был развёрнут госпиталь для лечения пациентов с коронавирусной инфекцией.
25 октября 2009 года в третьем павильоне «Крокус Экспо» открылся «Crocus City Hall», многоуровневый концертный зал на 7500 человек, названный в честь Муслима Магомаева. В сезоне 2010/2011 его посетили 300 тысяч человек. В строительство комплекса компания вложила около 50 млн долларов. В 2019 году здесь состоялось 173 мероприятия.
В 2016 году состоялось открытие «Крокус-Сити Океанариума» общей площадью 10 000 м².
На территории Крокус Сити находится городской pop-up маркет BOXCITY, созданный из морских контейнеров: современное пространство для шопинга и развлечений с творческим подходом к теории потребления.

#### ТРК Vegas

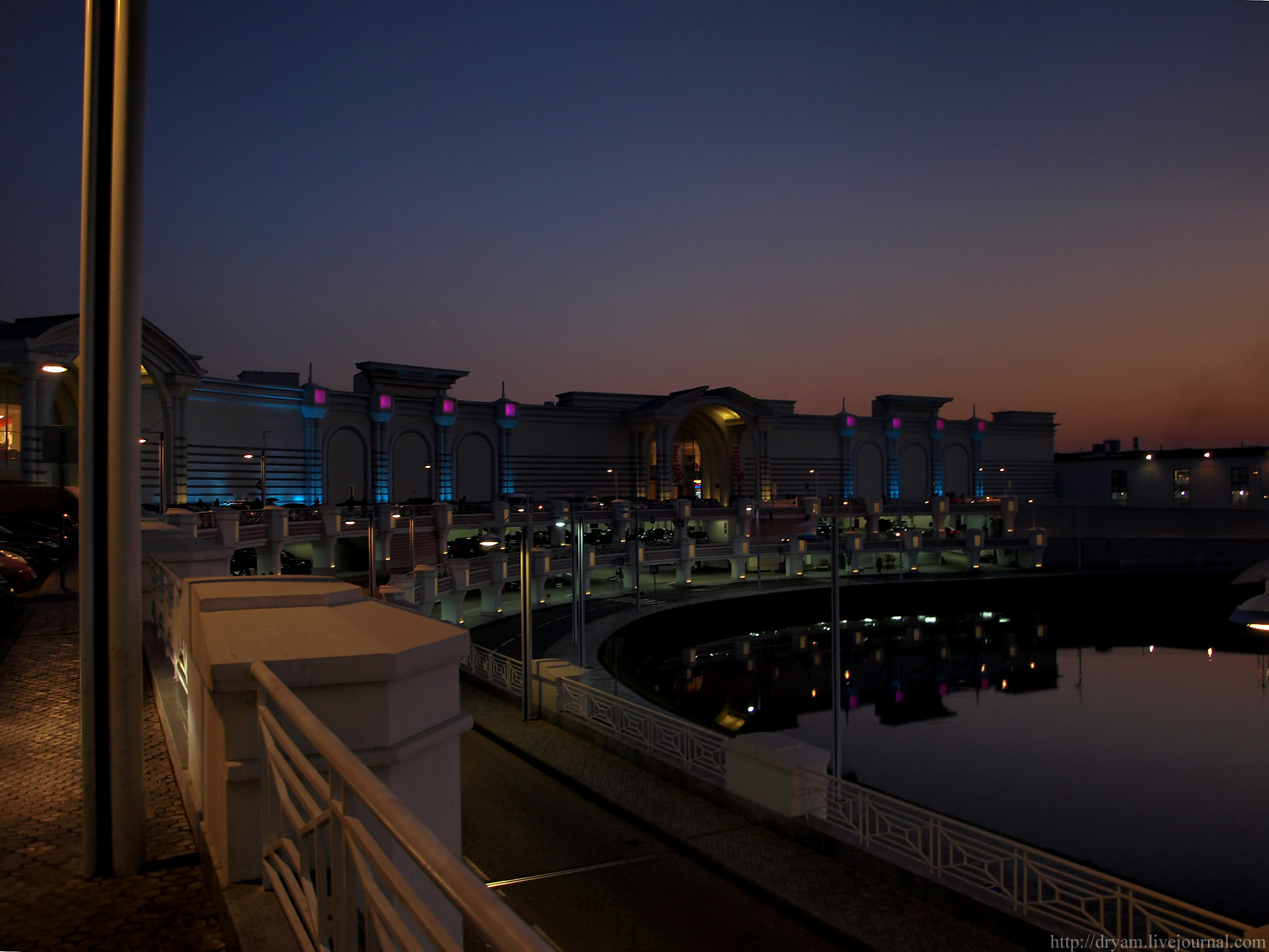
VEGAS Каширское шоссе

Первый торгово-развлекательный комплекс VEGAS открылся в 2010 году на 24-м километре МКАД, на пересечении с Каширским шоссе. Общая площадь трёхэтажного здания составляет 480 тысяч м², из них пригодно для аренды — 138 тысяч м². В ТРК находятся в том числе «Ашан», гипермаркет «Твой Дом» и многозальный кинотеатр.
Второй торгово-развлекательный комплекс VEGAS Крокус-Сити открыт летом 2014 года на 66-м км МКАД возле станции метро «Мякинино». Его торговая площадь составляет 112,5 тысяч м². На территории расположен каток на 700 м² и крупнейший в Европе многозальный мультиплекс.
В 2016 году состоялось открытие многофункционального и многоуровневого концертного зала Vegas City Hall, позволяющего проводить разные по формату и направленности мероприятия.
В сентябре 2017 года состоялось открытие торгово-развлекательного комплекса VEGAS Кунцево в Немчиновке на 55-м километре МКАД.

#### Твой дом
«Твой дом» — сеть из шести DIY-магазинов товаров для дома. В Москве работают пять из них, ещё один расположен в Воронеже. Первый «Твой дом» площадью 66 тысяч м² открылся на 24-м километре МКАД в феврале 1998 года, второй магазин заработал на территории «Крокус-Сити» в сентябре 2001 года. Затем в мае 2009 компания открыла магазин в Воронеже, он стал первым в городе торговым центром формата «всё для дома». В 2010 году в «Крокус-Сити» открыли второе здание «Твоего дома», где расположились мебельные магазины и оранжерея. В 2012 году на Минском шоссе открылся магазин уменьшенного формата «Твой дом экспресс». В 2014 компания запустила два магазина: на Новорижском шоссе, в 9 км от МКАД и на пересечении Осташковского шоссе и 91-го км МКАД. Ранее компания планировала открыть магазин в Новосибирске, но отказалась от проекта.

#### Estate Mall
Estate Mall представляет комплекс из 13 зданий в 1-3 этажа. У каждого строения индивидуальная архитектура и функциональное наполнение. Среди арендаторов — рестораны сети Restaurants by Emin Agalarov Эдоко/Форте Белло/Зафферано, кафе «Милано», фитнес-центр Crocus Fitness, а также филиал Даниловского рынка на Новой Риге  Estate Mall — личный проект Эмина Агаларова, с июня 2023 года входит в компанию Agalarov Development)

### Жилая недвижимость
- В 1997 году на Большой Грузинской был сдан 34-квартирный дом Agalarov House, один из первых клубных домов Москвы[5][6].
- В 2010 «Крокус Групп» открыла продажи участков в поместье Agalarov Estate площадью 300 гектар на Новорижском шоссе. На 2015 год Agalarov Estate лидировал в рейтинге самых дорогих коттеджных посёлков Московской области на первичном рынке[24]. Там же расположен самый престижный в московском регионе гольф-клуб Agalarov Golf & Country Club. Поле на 18 лунок занимает 72 га[25].

## Crocus Fashion Retail
Направление Crocus Group, представляющее на российском рынке всемирно известные бренды. Фирменные бутики и монобрендовые магазины Crocus Fashion Retail: Santoni, Le Silla, Casadei, Artioli, Cesare Paciotti, Sergio Rossi, Capri Cashmere, а также бутики Crocus Multibrand и «Крокус Сток».

## Объекты федерального значения
C 2009 года Crocus Group выступает как генеральный подрядчик крупных государственных инфраструктурных проектов:
- Строительство кампуса Дальневосточного университета на острове Русский[27]
- Строительство футбольных стадионов «Ростех Арена» и «Ростов Арена»[28]
- Строительство первой очереди Центральной кольцевой автомобильной дороги (ЦКАД)[29]
- В 2009 открыта станция метро Мякинино — первая в России станция, построенная на деньги частного инвестора, компании Crocus Group[30]
- В 2018 году Crocus Group была выбрана в качестве генподрядчика по достройке проблемных домов обанкротившегося застройщика Urban Group[31]
- В 2021 году компания Crocus Group построила Павильон России площадью 3630 м². Это первый проект компании в ОАЭ[32]
- В 2021 году Crocus Group был выбран в качестве подрядчика на строительство Камчатской краевой больницы[33]
- В 2021 году в рамках государственной программы «Развитие транспортной системы» Crocus Group была выбрана генеральным подрядчиком строительства нового международного аэропорта «Елизово» в Петропавловске-Камчатском[34]
- Строительство и реконструкция пунктов таможенного контроля на границе Кыргызстана с Китаем, Таджикистаном и Узбекистаном[35]
- В 2022 году компания Crocus Group была выбрана подрядчиком строительства Ледового дворца в Нижнем Новгороде[36]

## Финансы и логистика

### Таможенный терминал и логистический центр «Крокус Логистик»
Логистический оператор, оказывающий спектр услуг на складской площадке. Имеет многолетний опыт работы по обработке, хранению и транспортировке грузов. К Ресурсам центра также относятся таможенные терминалы и современный складской комплекс категории «А» на 60 000 паллетомест.

### Крокус Банк
Банк предоставляет клиентам (юридическим и физическим лицам) доступ к комплексу банковских услуг.

## Органическое садоводство
В феврале 2019 года Crocus Group вышла на рынок органических фруктов.

## Завершение долгостроя в Московской области
В 2018 году Crocus Group была выбрана в качестве генподрядчика по достройке проблемных домов обанкротившегося застройщика Urban Group. Компании было поручено достроить пять жилищных комплексов: «Солнечная система», «Митино О2», «Опалиха О3», «Видный город» и «Лесобережный». В общей сложности — это 51 дом, в которых зарегистрировано свыше 13 000 дольщиков.

## Корпоративная социальная ответственность и благотворительность
- В 2019 году Араз Агаларов, президент Crocus Group, выступил в качества спонсора для детского хосписа «Дом с маяком». Бизнесмен оказал помощь подопечным лечебного центра на 400 млн рублей[40].
- В мае 2016 года в «Крокус Экспо» прошёл Форум толерантности «Мир Безграничных Возможностей». В формате public talk зрители и гости мероприятия обсудили актуальные вопросы социальной интеграции и адаптации людей с особенностями, тяжёлыми формами различных заболеваний. В качестве спикеров выступили ведущие общественные деятели, представители общественных организаций и фондов, звёзды российской эстрады, спортсмены и журналисты. Мероприятие посетили более 2000 человек[41].
- Crocus Group перечисляет средства Фонду культурно-музыкального наследия Муслима Магомаева. При поддержке Фонда раз в два года проводится Международный конкурс для молодых вокалистов имени Муслима Магомаева, проходят мастер-классы для молодых вокалистов из разных городов России[42].